# Tom Junkersdorf
Tom Junkersdorf (* 1968) ist ein deutscher Journalist, Medienunternehmer und (Podcast-)Moderator. Er war unter anderem Chefredakteur mehrerer überregionaler Zeitschriften und ist Gründer der Kommunikationsagentur OFF-Script sowie Host des Podcasts TOMorrow.

## Leben und Karriere
Junkersdorf studierte Kommunikationswissenschaften und begann seine journalistische Laufbahn in den 1990er-Jahren. Er war mehrere Jahre in leitender Funktion bei überregionalen Magazinen: Von 2005 bis 2010 Chefredakteur bei „Bravo“, anschließend verantwortete er die Markteinführung und Redaktion von „Closer“ und „People“ in Deutschland.
Von 2017 bis 2019 war er Chefredakteur der deutschen Ausgabe des Männer-Lifestyle-Magazins GQ – Gentlemen’s Quarterly im Condé-Nast-Verlag und war in dieser Funktion des Gastgebers des GQ Men Of The Year Awards. Anschließend verantwortete er als Chefredakteur das Fitness- und Lifestylemagazin Fit for Fun im Burda-Verlag. Später übernahm er die redaktionelle Leitung von Interview Deutschland, einer Neuauflage des Magazinkonzepts von Andy Warhol und fungierte zudem als Editor-in-Large bei „Icon“, einem Stilmagazin des Axel Springer Verlags, das als Beilage der WELT am Sonntag und digital erscheint. 2020 gründete Junkersdorf die Medienagentur OFF-SCRIPT, für die er bis heute als CEO agiert.
Im selben Jahr verkündete er den Launch des wöchentlich erscheinenden Interview-Podcast TOMorrow, in dem er Persönlichkeiten aus Wirtschaft, Medien, Politik und Popkultur interviewt. Zu den bisherigen Gästen zählen u. a. Christian Lindner, Verena Pausder, Nico Rosberg und Carsten Maschmeyer. Der Podcast gehört zu den reichweitenstarken deutschsprachigen Business-Formaten und wird regelmäßig in Fachmedien besprochen.
Anfang 2024 wurde bekannt, dass Junkersdorf im Zuge des Verlagswechsels von Business Punk von Gruner + Jahr zur Weimer Media Group eine Führungsposition bei dem Magazin übernehmen soll. Zu den neuen Board-Mitgliedern gehört unter anderem die deutsche Unternehmerin Janna Ensthaler.